# Salamandra salamandra werneri
Salamandra salamandra werneri is een salamander uit de familie echte salamanders (Salamandridae). Het is een ondersoort van de vuursalamander (Salamandra salamandra).
De salamander is endemisch in Griekenland.